# Petrophila schaefferalis
Petrophila schaefferalis là một loài bướm đêm trong họ Crambidae.